# Jeroni Cros
Jeroni Cros (Perpinyà, 1588 - Perpinyà, 1639) va ser un dietarista i cirurgià nord-català.
Fill d'una família de sabaters, fou cirurgià de professió des del 1611, i fou també, i és especialment conegut per ser l'autor d'unes Memòries, una mena de relat cronològic o diari personal dels fets politicoreligiosos i curiositats de la vida quotidiana de Perpinyà entre el 1597 i el 1638, dels quals en fou testimoni excepcional. Escrit en un català planer, ha esdevingut una font important per a l'estudi de la religiositat popular i la festa pública i mostra la situació de Perpinyà durant la invasió francesa del 1630.
Durant molt temps el dietari de Jeroni Cros estigué custodiat en mans de l'erudit Pau de la Lafàbrega i Pallarès, i actualment és dipositat a l'Arxiu Departamental dels Pirineus Orientals de Perpinyà. El text ha estat editat per Antoni Simon i Tarrés i Pep Vila i Medinyà en Cròniques del Rosselló. Segles XVI-XVII (1998).